# Am Riesenfeld

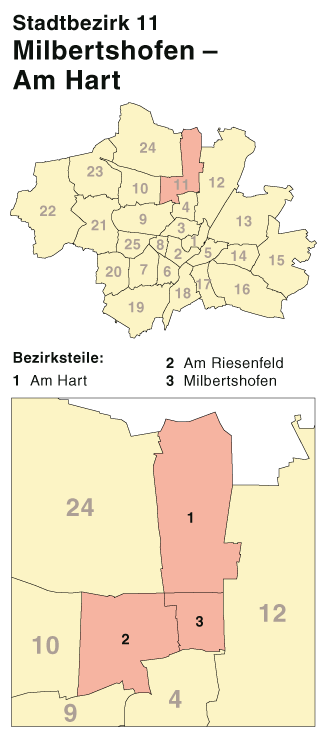
Am Riesenfeld; hier Nummer 2

Am Riesenfeld ist der westlichste der drei Teilbezirke des Münchner Stadtbezirks 11 Milbertshofen-Am Hart.

## Lage
Nördlich des Verlaufs des Petueltunnels grenzt der Stadtteilbezirk Am Riesenfeld weiter getrennt durch die Korbinianstraße bzw. Schleißheimer Straße nach Osten hin an das Nachbarviertel Milbertshofen. Im Norden wird es durch die Gleisanlagen bzw. ein Teil der Wilhelmine-Reichard-Straße vom Stadtbezirk Lerchenau getrennt, im Westen durch die Landshuter Allee bzw. die verlassenen Gleisanlagen vom Stadtbezirk Moosach. Im Südwesten verläuft die Grenze des Stadtteilbezirks Am Riesenfeld zum Stadtbezirk Neuhausen-Nymphenburg erst dem Willi-Gebhardt-Ufer entlang bis zum Spiridon-Louis-Ring, welcher am Westfuß des größeren Olympiabergs die Westgrenze des Olympiaparks bildet, und diesem entlang bis zur Ackermannstraße. Im Süden verläuft die Grenze zu Schwabing-West entlang dem Bogen der Ackermannstraße bis zur Winzererstraße, welche zusammen mit der Lerchenauer Straße bis zum Petueltunnel die Süd-Ost-Grenze ebenfalls zu Schwabing-West bildet.

## Profil
Am Riesenfeld ist geprägt von Olympiapark (mit Olympiaturm, Olympiahalle, Olympiastadion, Olympia-Eissportzentrum, Sea Life München, Olympia-Schwimmhalle, Olydorf, Olympiastützpunkt Bayern), BMW (mit BMW Welt, BMW Turm, BMW Museum, BMW Group Classic, BMW Werk) und den Wohnvierteln Studentenviertel Oberwiesenfeld, Am Oberwiesenfeld und Olympisches Dorf. In Am Riesenfeld wohnen 27.740 Menschen (2019). Es hat eine Einwohnerdichte von 6.415 Einw./km² [2019].
Die verdichtete Bebauung im Olympiadorf ermöglicht ein ruhiges, kindgerechtes Wohnen, da der Autoverkehr innerhalb des Wohngebiets (an der Connollystraße bzw. dem Helene-Mayer-Ring) im überbauten Tiefgeschoss unterhalb der Fußgängerebene verläuft. Im Olympiadorf liegt mit dem Nadisee auch Münchens kleinster Badesee. Am Helene-Mayer-Ring 23 liegt das ökumenische Kirchenzentrum. Der Christl-Marie-Schultes-Weg, eine Fuß- und Radwegunterführung unter dem Nordring der Bahn verbindet die Wilhelmine-Reichard-Straße mit der Straße Am Oberwiesenfeld. Der Tunnel verknüpft die südliche Lerchenau mit dem U-Bahnhof Oberwiesenfeld. Dort liegt auch die Adolf-Kolping-Berufsschule, im Westen der Park am Oberwiesenfeld. Im Nordteil der Zentralen Hochschulsportanlage bzw. des Sportzentrums der Technischen Universität München trainieren die München Caribes. 2017 wurde der Erinnerungsort Olympia-Attentat eröffnet. Im Olympiapark liegt Bayerns größte Beachvolleyball-Anlage. An der Moosacher Straße befindet sich das Leonardo Royal, der Firmenhauptsitz der Knorr-Bremse und der Westwing Group sowie das MO82-Hotel. An der Detmoldstraße liegt die Brauanlage der Giesinger Bräu. Die Landeshauptstadt München hat 2011 ein 6,7 Hektar großes Areal um den Bahnhof München Olympiastadion von der Deutschen Bahn erworben. Damit soll das Radwegenetz in München verbessert werden und eine High-Line-artige Park-Schneise in Richtung Dreiseenplatte geschaffen werden. Am Willi-Daume-Platz liegt der Munich Olympic Walk of Stars. Das gesamte Gebiet ist über den U-Bahnhof Olympiazentrum und den U-Bahnhof Oberwiesenfeld an die Linie U3 angebunden.
Veranstaltungen
Größere Konzert- und Sportveranstaltungen finden in der Olympiahalle und im Olympiastadion statt. Am sich dazwischen befindenden Coubertinplatz findet jährlich das Impark Sommerfest, Theatron-Festival, Munich Mash, das SattelFest, der Münchner Sommernachtstraum und andere Konzerte statt. Außerdem ist der Coubertinplatz regelmäßig Startpunkt zahlreicher Laufveranstaltungen wie dem München-Marathon, dem Wings for Life World Run München, dem Spartan Race München, dem Red Bull Crashed Ice, dem Silvesterlauf München oder dem Münchner Firmenlauf. Siehe auch: Veranstaltungen im Olympiapark

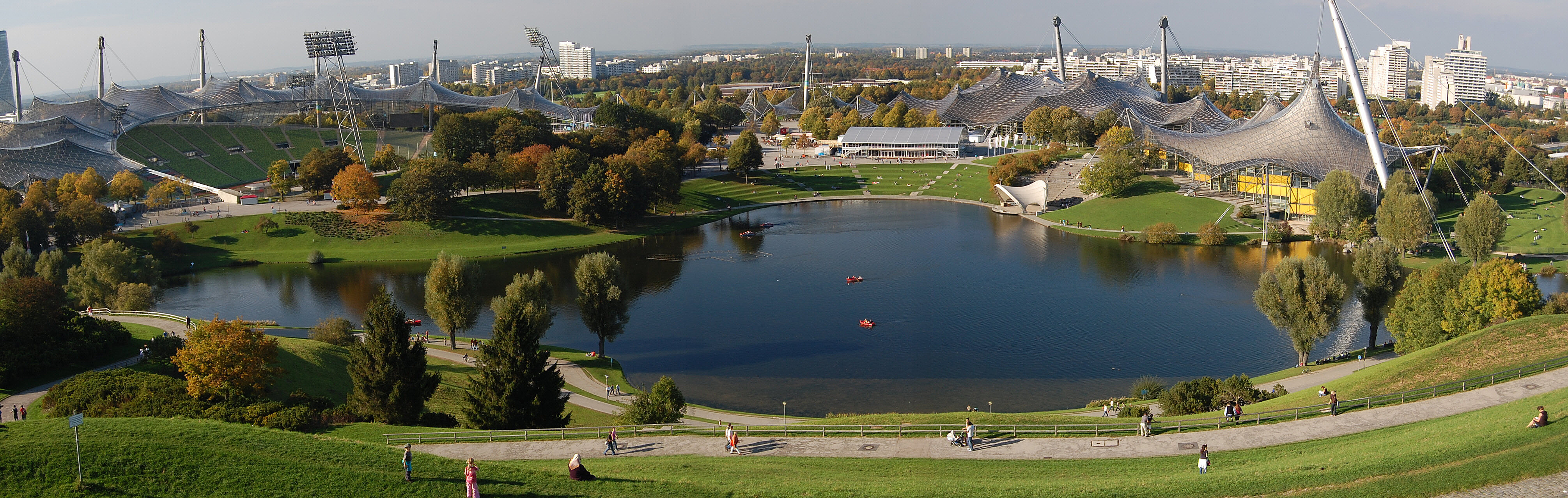
Olympiapark
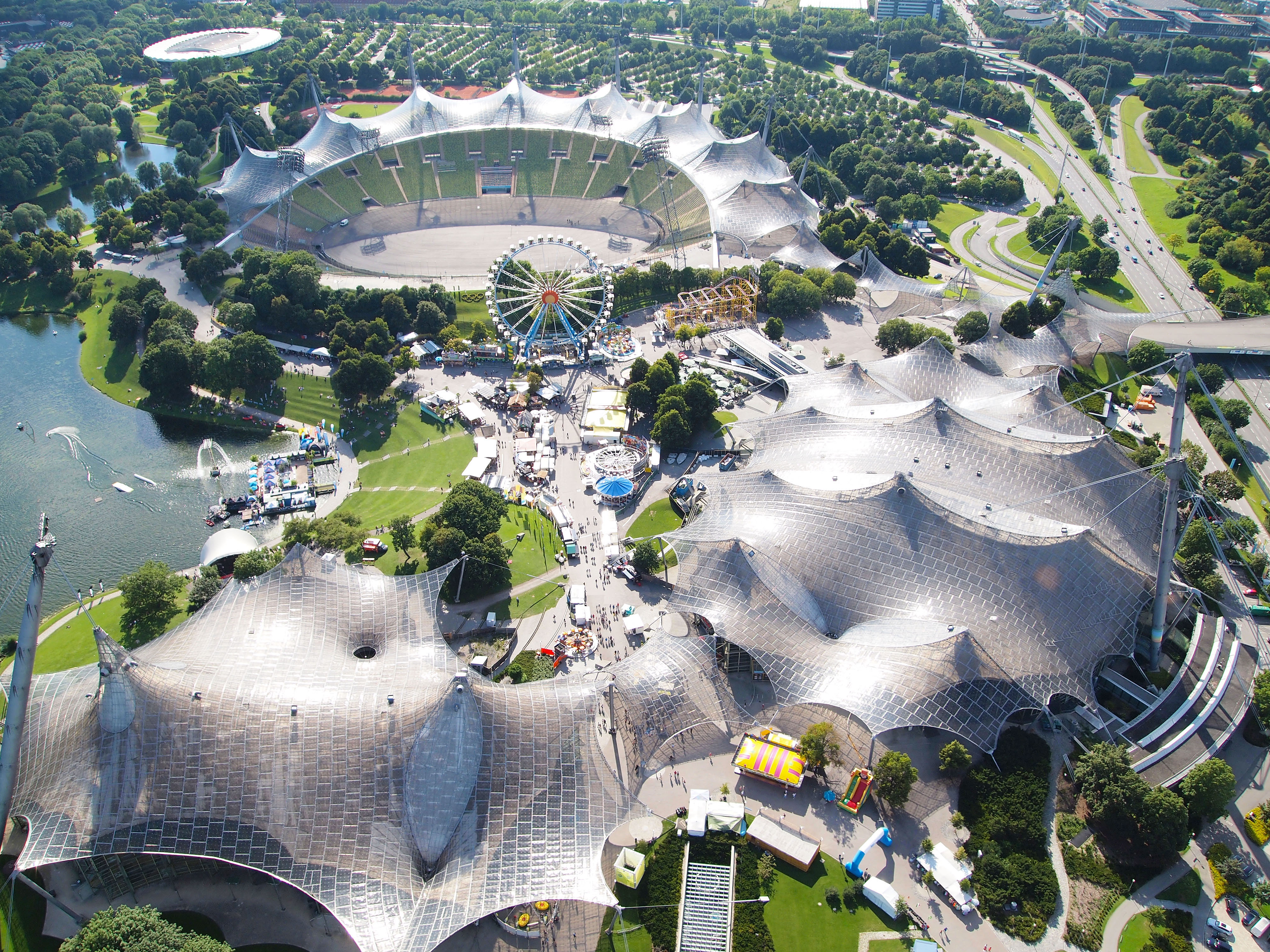
Olympiahalle, Olympiastadion und Olympia-Schwimmhalle
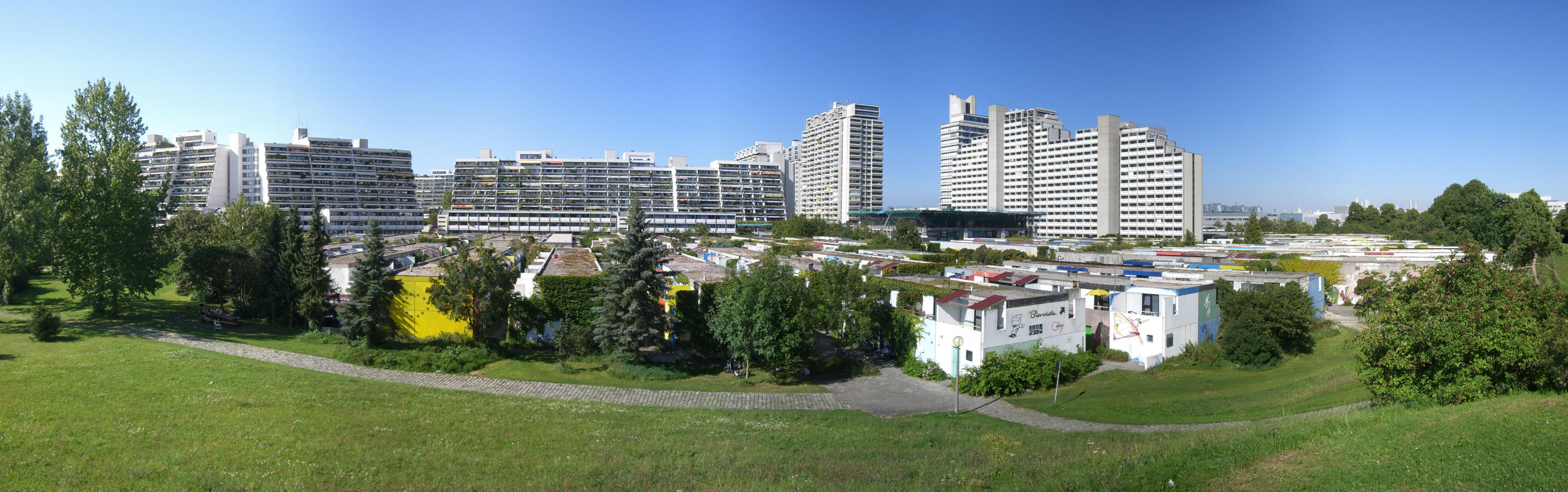
Olympisches Dorf mit Studentenviertel
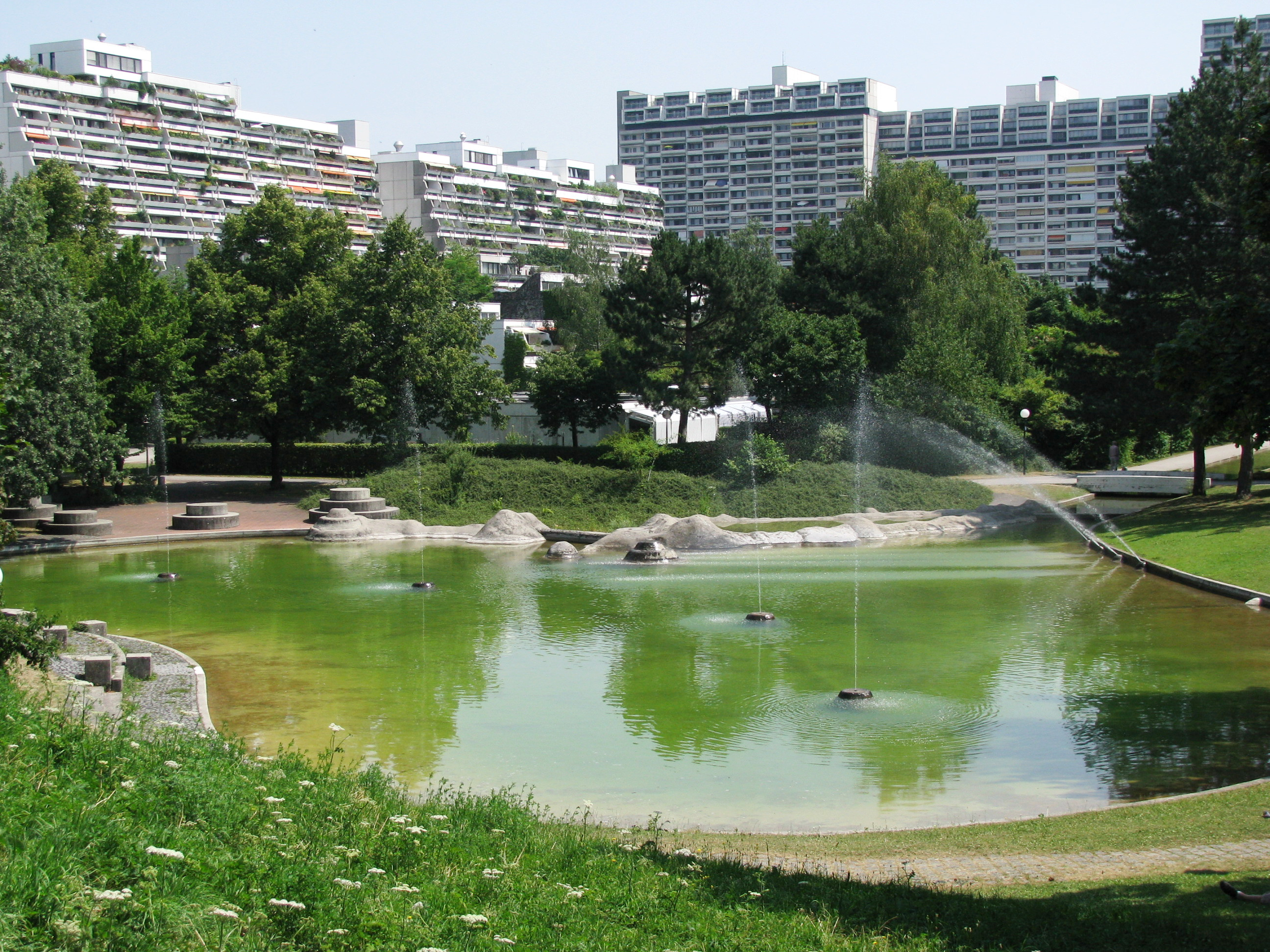
Nadisee
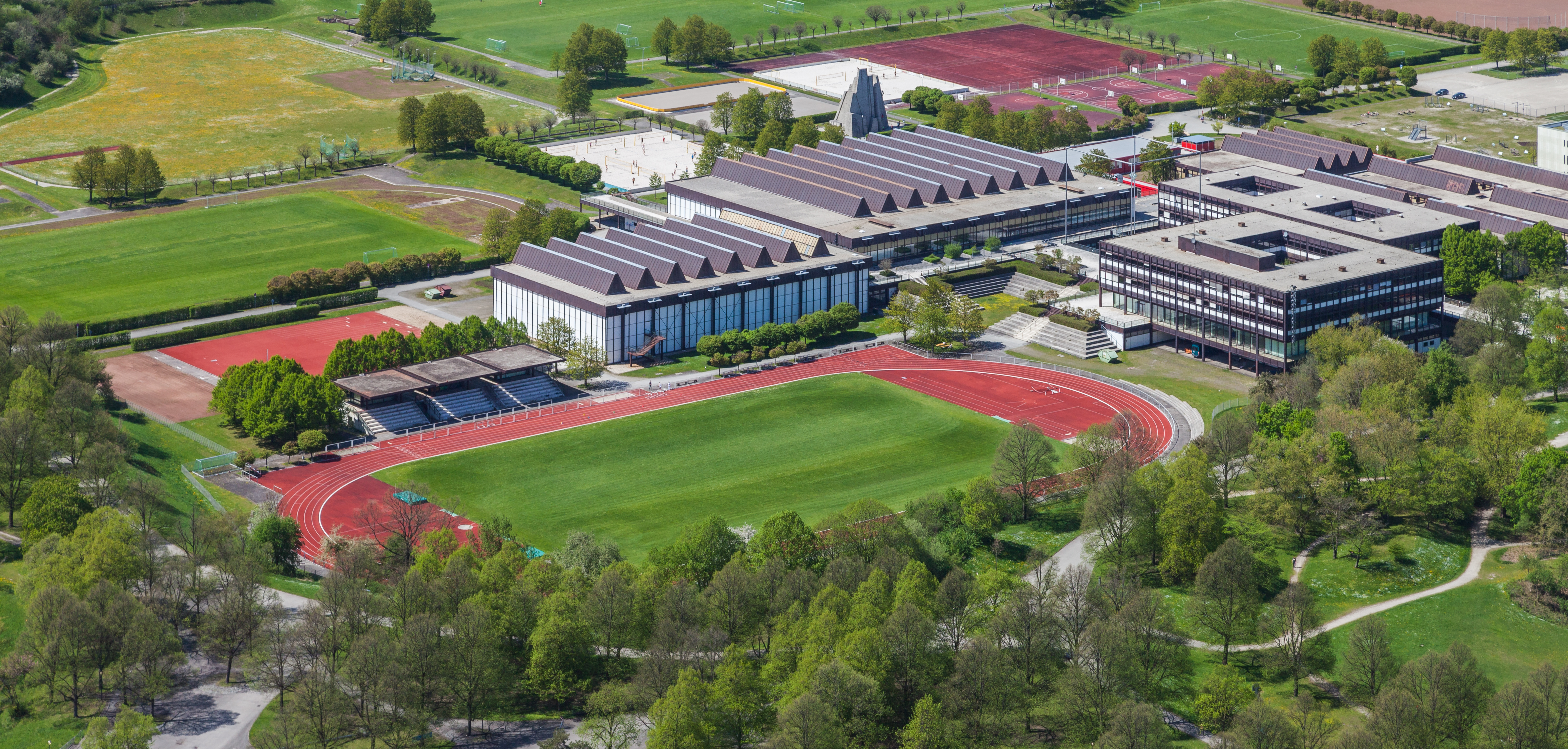
Zentrale Hochschulsportanlage
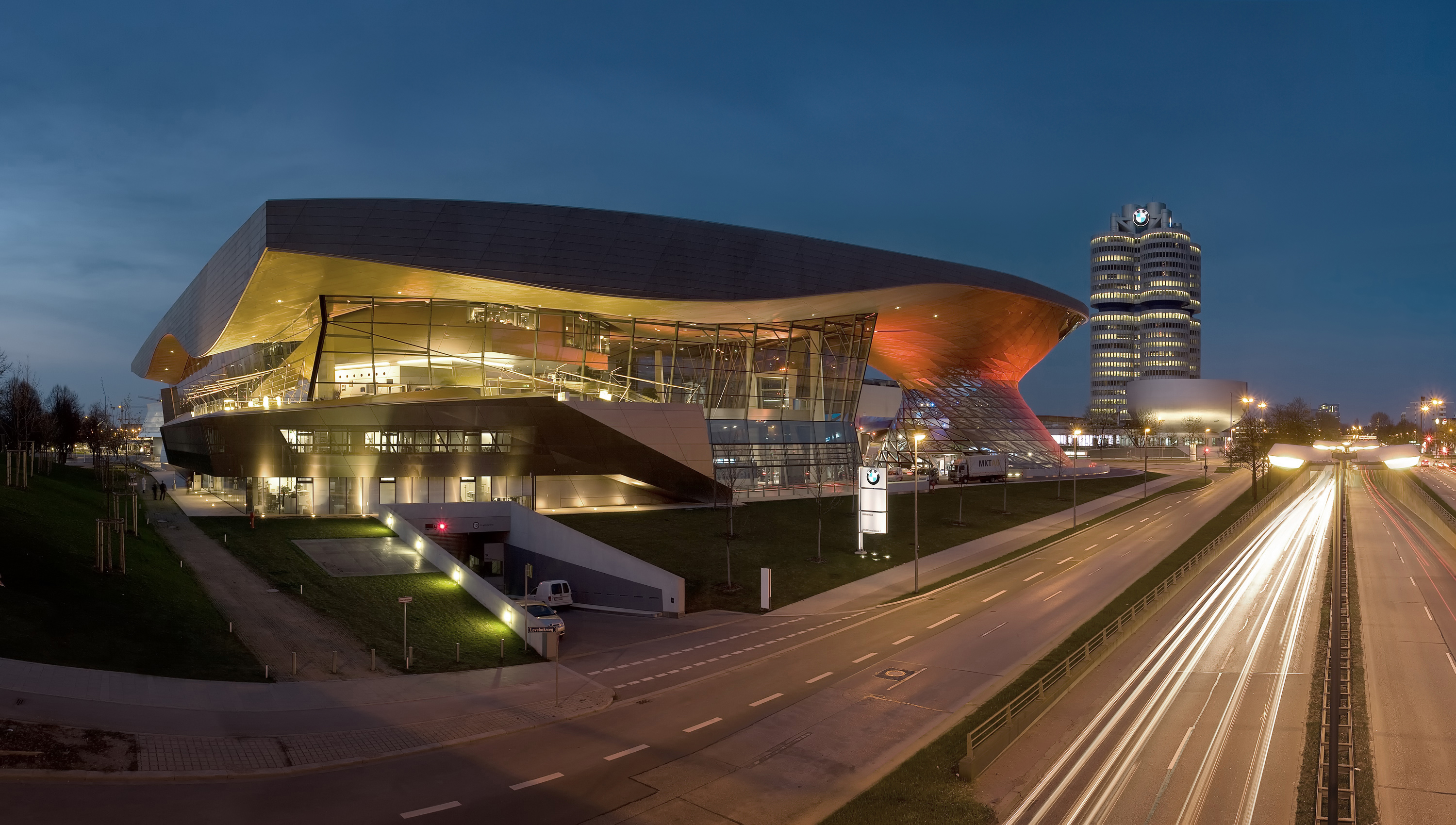
BMW-Welt, BMW-Turm und BMW-Museum
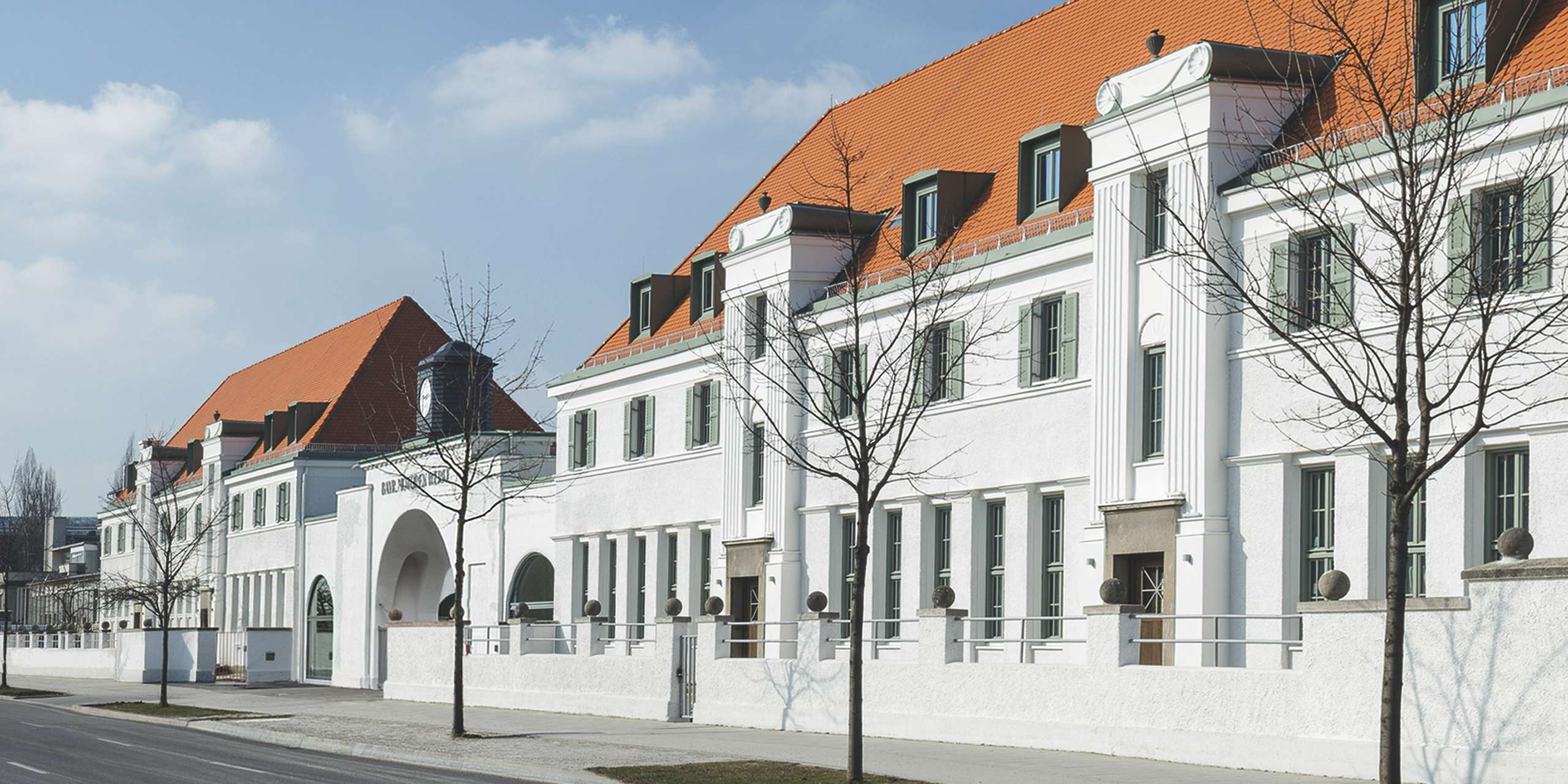
BMW Group Classic
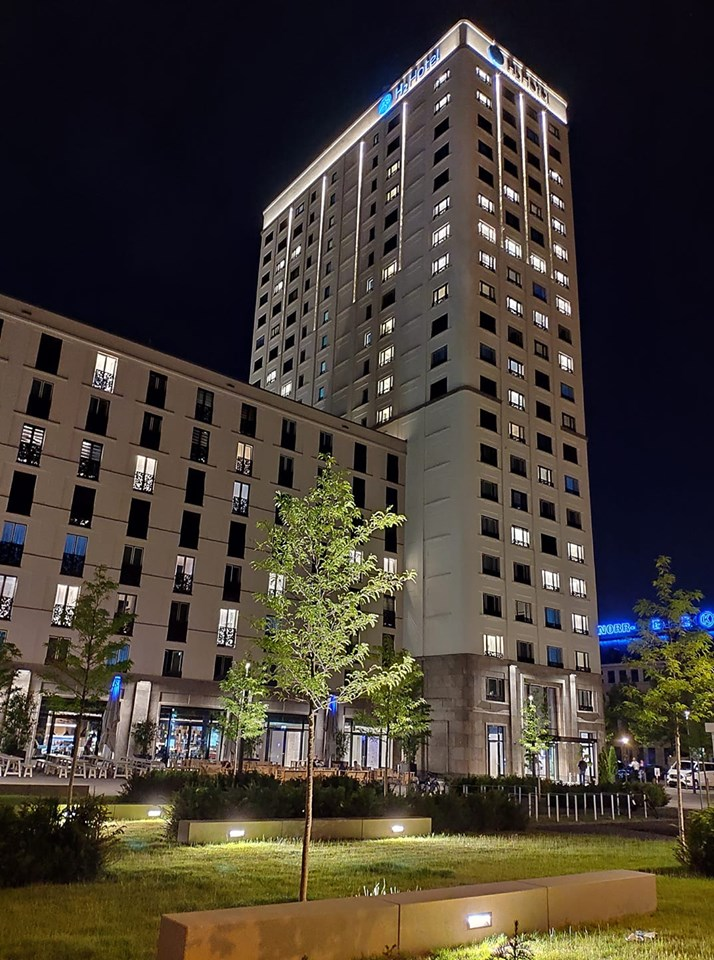
MO82
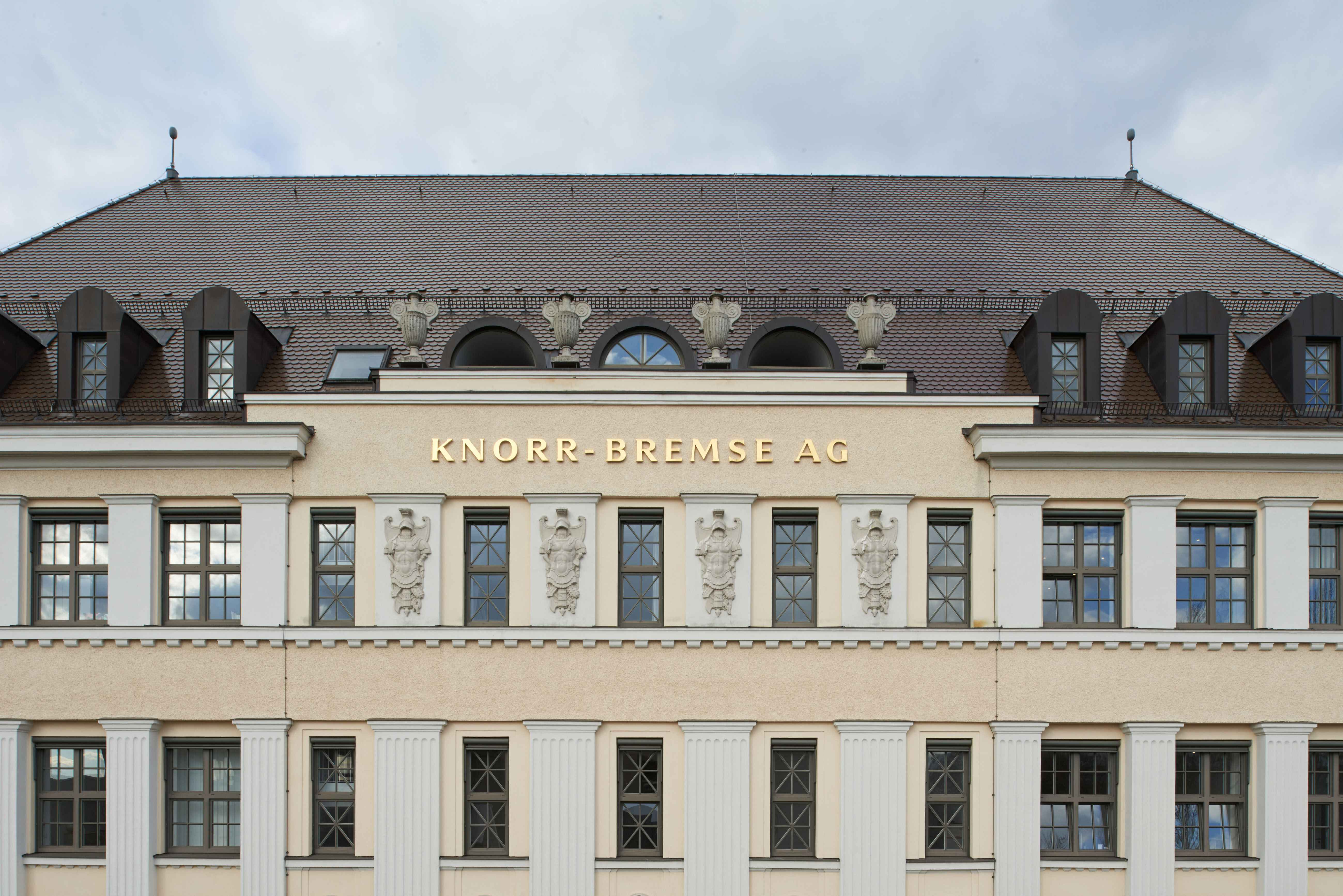
Firmenhauptsitz des Knorr-Bremse-Konzerns
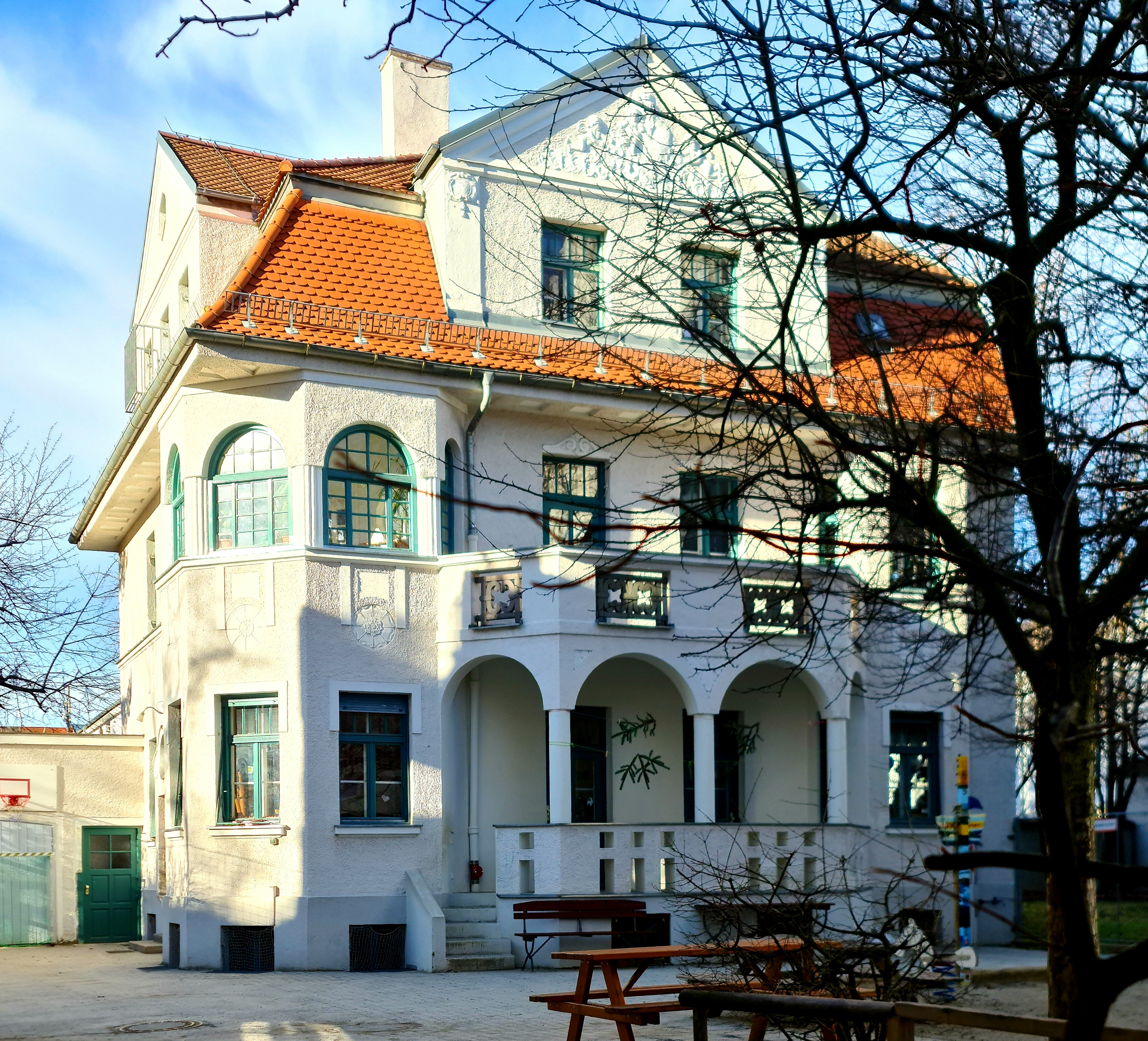
Schleißheimer Straße 299
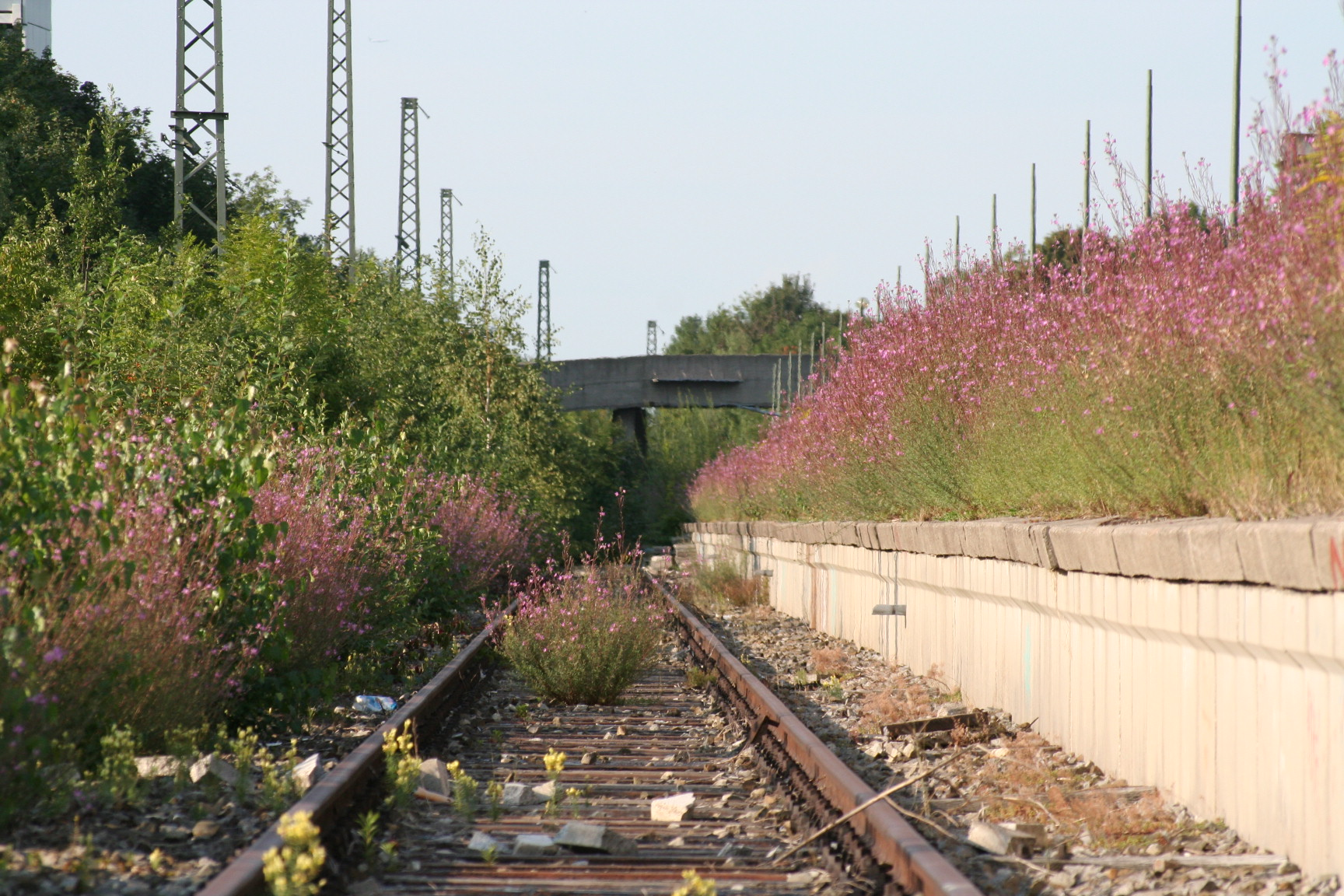
Grüntrasse am verlassenen Bahnhof München Olympiastadion
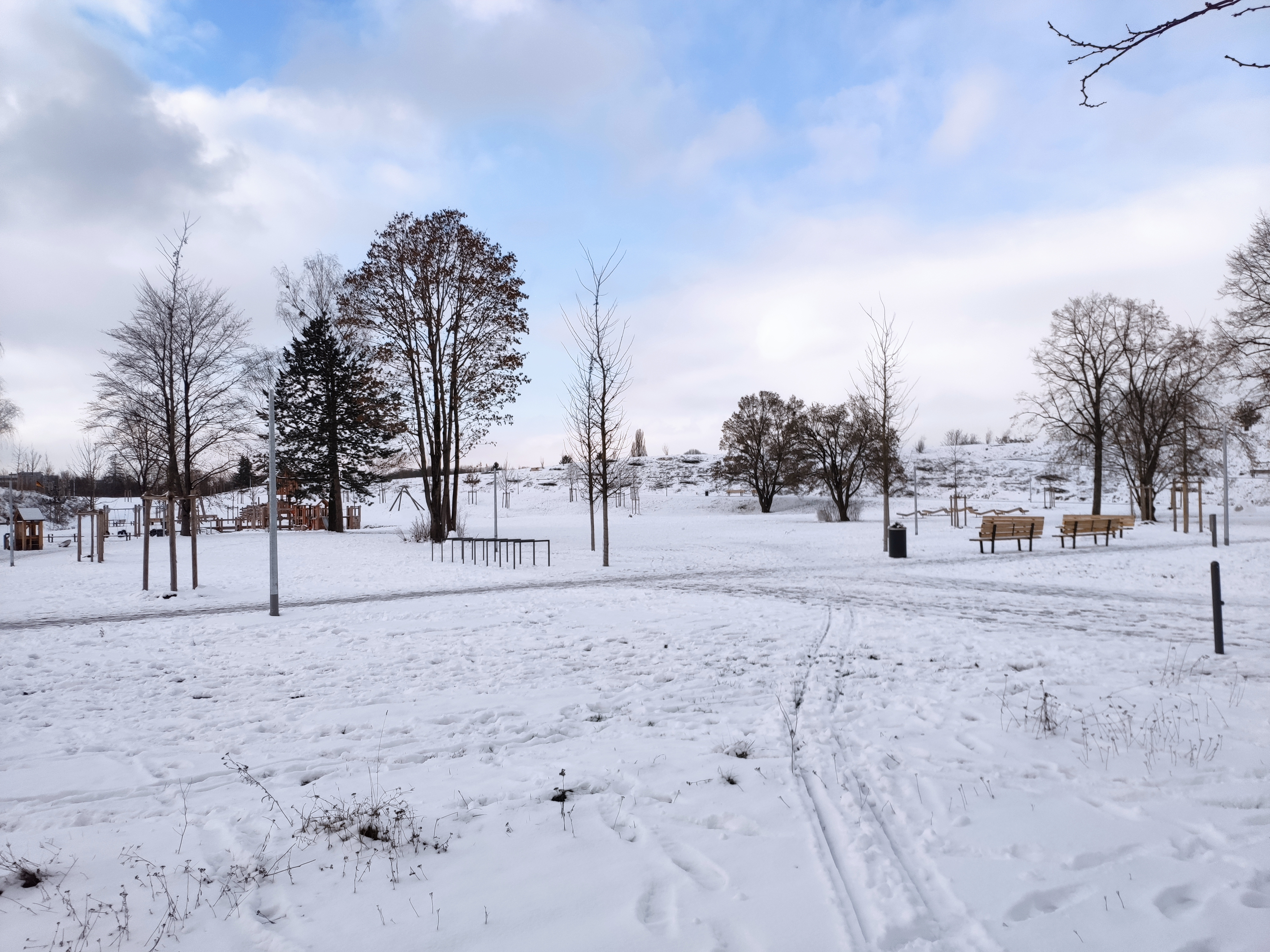
Park am Oberwiesenfeld
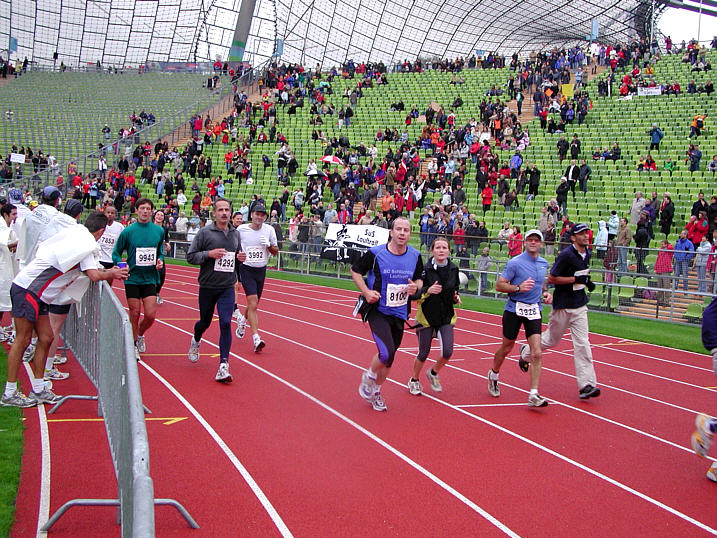
München Marathon

## Geschichte

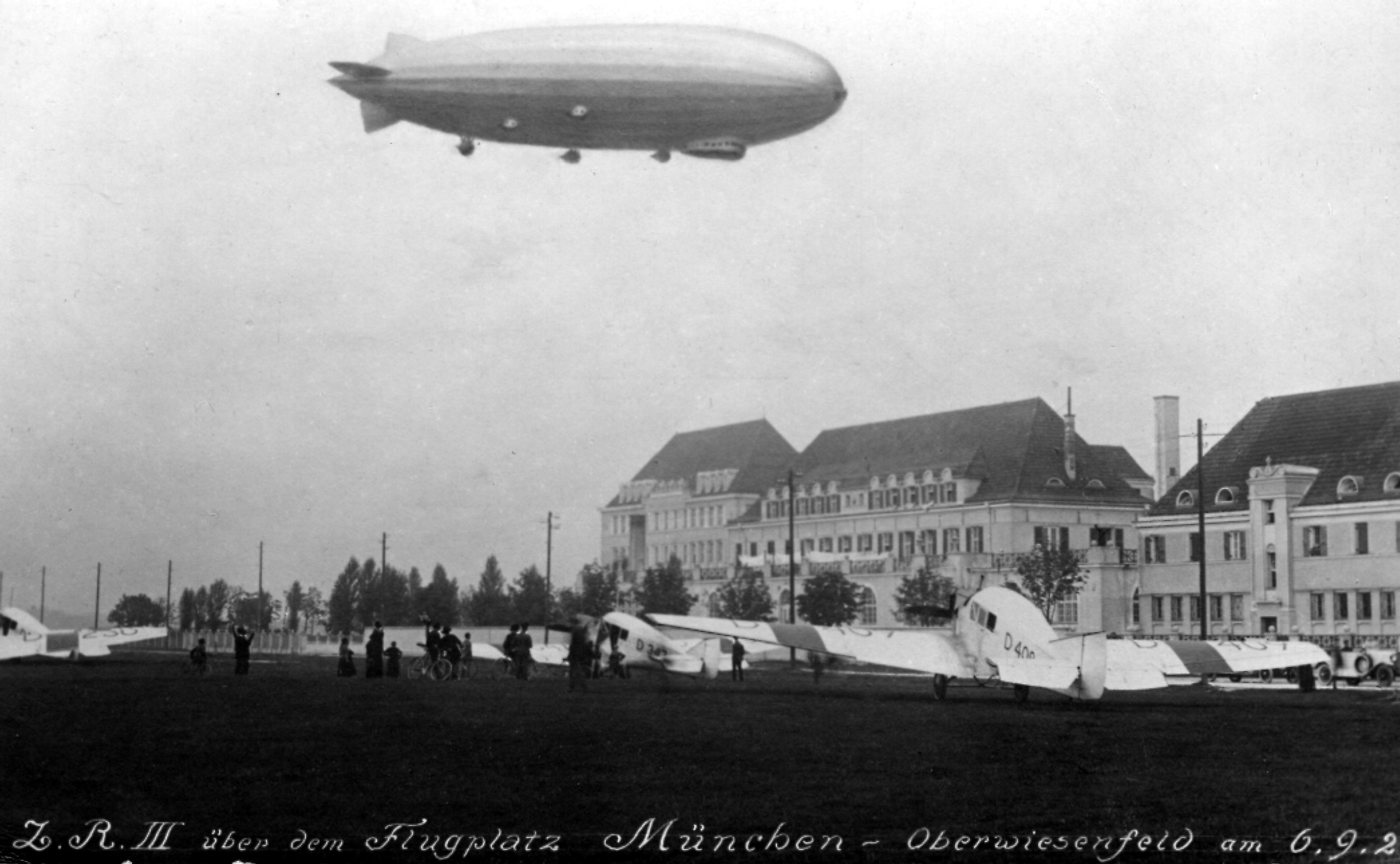
Zeppelin LZ 126 über dem Oberwiesenfeld vor dem Knorr-Bremse-Gebäude, 1924

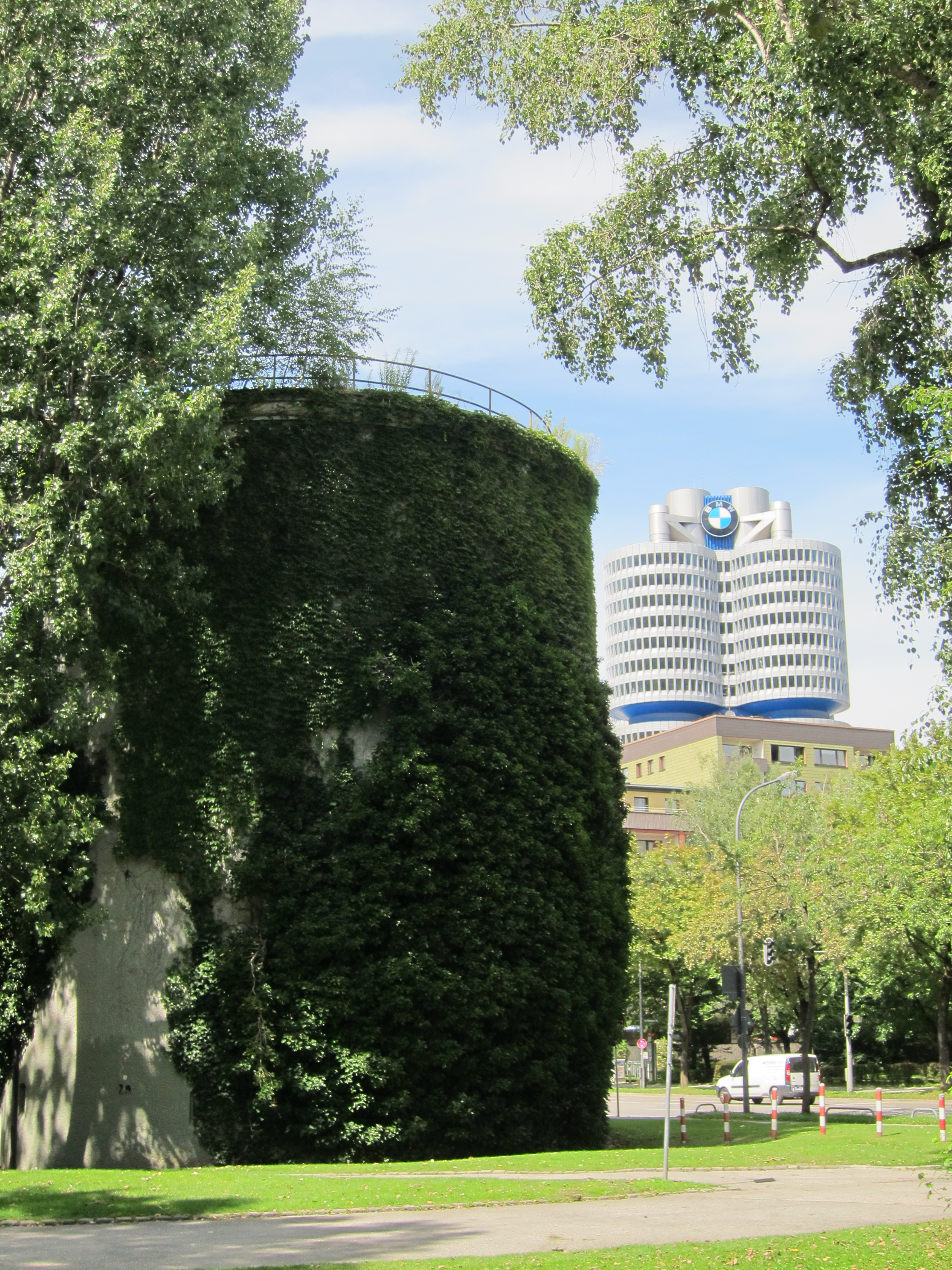
Hochbunker Lerchenauer Straße im Hintergrund der BMW-Turm

1800 wurde die 1764 erstgenannte Schwaige namens St. Georgenschwaige (1568 St. Georgen, 1620 bei St. Georgen; siehe hierzu Neue St.-Georgs-Kirche (Milbertshofen)#Geschichte) an vier Oberpfälzer Kolonisten verkauft. Auf dem Grundstück das nach der Zertrümmerung freigelegt wurde, entstand am Kanalknie (Nymphenburg-Biedersteiner Kanal) an der heutigen Ecke Petuelring/Belgradstraße die Siedlung mit dem Namen „Riesenfeld“, das heute als „altes Riesenfeld“ geläufig ist. Dieses Areal wurde 1818 Teil der damaligen Gemeinde Schwabing und mit dieser im November 1890 nach München eingemeindet.
Das heutige Areal Am Riesenfeld wurde erstmals am 8. Januar 1800 als „Risenfeld“ genannt. Es geht zurück auf das Ehepaar Andrä von Riß, Hofkammerrat in Freising und Theresia, das am 12. Juni 1796 von den Gebrüdern Franz Xaver und Joseph Lunglmayr die seit 1790 betriebene Bleiche nach holländischem (englischem) System am Kanalknie kaufte. Andrä von Riß starb schon 1798. Seine Witwe und die Kinder verkauften den Besitz am 8. Januar 1800, „izt Risenfeld“ genannt, erneut. Im ehemaligen Bleichhaus wurde später die Restauration Bad Georgenschwaige eingerichtet.
Nördlich des Kanals entstand später östlich der Lerchenauer Straße eine neue Siedlung Riesenfeld, die aber auf Milbertshofener Gebiet lag und mit Milbertshofen 1913 eingemeindet wurde. 1941 wurden die Hochbunker Lerchenauer Straße und Anhalter Platz errichtet. 1996 kam im Rahmen der Neueinteilung der Stadtbezirke der überwiegende Teil des nördlichen Oberwiesenfeldes, welches zwischen der Landshuter Allee und der Lerchenauer Straße liegt und bis 1992 zum Stadtbezirk Neuhausen-Oberwiesenfeld gehörte, zum Stadtteilbezirk Am Riesenfeld. Das Areal, welches im Zeitraum von 1966 bis 1972 anlässlich der Spiele der XX. Olympiade 1972 vollständig neu konzipiert wurde, wird heute südlich des Georg-Brauchle-Ring von den Sportstätten, der Olympia-Parkharfe und dem großen Olympiaberg und nördlich des Rings vom Olympischen Dorf und dem Areal der Zentralen Hochschulanlage geprägt. Früher befand sich auf dem Areal, welches im Zeitraum von 1966 bis 1972 anlässlich der Spiele der XX. Olympiade 1972 vollständig neu konzipiert wurde und früher als Militärstandort genutzt wurde, nördlich des Nymphenburg-Biedersteiner Kanals ein großes Flugfeld. Auf diesem Flugfeld befand sich von 1929 bis 1939 der erste Verkehrsflughafen von München und es wurde bis 1945 für den Test der im benachbarten Werk von BMW gefertigten Flugmotoren genutzt. Nach dem Zweiten Weltkrieg wurde das Flugfeld erst von den US-Streitkräften bis 1957 genutzt, bevor es bis 1968 die Allgemeine Luftfahrt beherbergte. 

## Sonstiges
Die Münchner Riesenfeldstraße ist nach dem Stadtteil Am Riesenfeld benannt.